# 浜中裕徳
浜中 裕徳（はまなか ひろのり、1944年（昭和19年）7月3日 - ）は、日本の官僚。元環境省地球環境審議官。

## 略歴
- 1966年（昭和41年）9月：国家公務員採用上級（甲種）試験（建築）合格
- 1967年（昭和42年）3月：東京大学工学部都市工学科卒業
- 1969年（昭和44年）4月：厚生省入省
- 1976年（昭和51年）7月：外務省経済協力開発機構日本政府代表部二等書記官
- 1979年（昭和54年）4月：経済協力開発機構日本政府代表部一等書記官
- 1979年（昭和54年）9月：環境庁長官官房国際課課長補佐
- 1979年（昭和54年）10月：環境庁企画調整局環境管理課課長補佐
- 1981年（昭和56年）7月：環境庁企画調整局環境影響審査課課長補佐
- 1983年（昭和58年）9月：環境庁長官官房総務課環境調査官
- 1984年（昭和59年）7月：環境庁長官官房総務課上席環境調査官
- 1986年（昭和61年）4月：環境庁長官官房総務課環境情報企画官
- 1986年（昭和61年）7月：環境庁大気保全局企画課交通公害対策室長
- 1988年（昭和63年）7月：環境庁大気保全局大気規制課長
- 1990年（平成2年）7月：環境庁企画調整局地球環境部企画課長
- 1994年（平成6年）2月：環境庁水質保全局企画課長
- 1995年（平成7年）7月：環境庁長官官房付
- 1995年（平成7年）7月：環境庁企画調整局地球環境部長
- 2001年（平成13年）1月：環境省地球環境局長
- 2001年（平成13年）7月：地球環境審議官
- 2004年（平成16年）7月1日：退官
- 2004年（平成16年）7月2日：慶應義塾大学環境情報学部教授
- 2005年（平成17年）1月1日：財団法人国際湖沼環境委員会（ILEC）理事長就任
- 2007年（平成19年）4月1日：財団法人地球環境戦略研究機関理事長

## その他役職
- 国際連合大学高等研究所上級顧問
- 一般社団法人イクレイ日本理事長
- 財団法人国際湖沼環境委員会理事長
- 社団法人海外環境協力センター理事
- かながわ地球環境保全推進会議会長